# Майстрова Воля
Майстрова Во́ля — село в Україні, у Звягельському районі Житомирської області. Населення становить 585 осіб.

## Історія
Село Новоград-Волинського повіту Волинської губернії. Розташоване в урочищі Сенач.

## Населення

### Мова
Розподіл населення за рідною мовою за даними :
| Мова       | Кількість | Відсоток |
| ---------- | --------- | -------- |
| українська | 572       | 97.78%   |
| російська  | 12        | 2.05%    |
| польська   | 1         | 0.17%    |
| Усього     | 585       | 100%     |